# مقبرة 15
المقبرة رقم 15 والمعروفة علمياً بالرمز KV15 تقع في وادي الملوك في مصر، دُفِنَ فيها الملك سيتي الثاني من الأسرة التاسعة عشرة. حُفِرَ القبر في قاعدة منحدر شبه عمودي على رأس واد يمتد جنوب غرب الجزء الرئيسي من وادي الملوك. يمتد على طول محور من الشمال الغربي إلى الجنوب الشرقي، وبه مدخل قصير ثم ثلاثة ممرات تنتهي في غرفة البئر الغير محفور، وتتصل حجرة البئر بقاعة بها أربعة أعمدة وممر آخر استخدم كغرفة دفن.
غُطيت جدران وسقف الغرفة بالجص وبرسوم أنوبيس وصفين من الآلهة يمثلان أتباع رع وأوزوريس، وُضعت فوق صف سفلي من الأشكال الشبيهة بالمومياوات. تظهر الإلهة المجنحة نوت على طول السقف. وما يمكن أن يكون تمثيلًا لـ روح رع مرسومًا فوق رأسها. اللوحات هي صور تقليدية مستمدة من صلاة رع وكتاب الآخرة وكتاب البوابات. اللوحات الجدارية في غرفة البئر أكثر غرابة، حيث تُظهر الملك في الأضرحة في عدد من المظاهر المختلفة، على سبيل المثال على ظهر نمر أو على مركب بردي.
لا يُعرف سوى القليل عن تاريخ المقبرة. دُفِن سيتي الثاني فيها، ولكن ربما يكون قد دُفن في الأصل مع زوجته تاوسرت في مقبرة 14 ثم نُقِلَ بعد ذلك لمقبرة 15 التي تم الانتهاء منها على عجل، وربما كان ذلك على يد الفرعون اللاحق ست نخت الذي اتخذ مقبرة 14 مقبرة خاصة به. حيث يبدو أن اسم سيتي قد نُقِشَ ومحيَ ثم أعيد نقشه. ربما كان آمون مسس أو سبتاح مسؤولاً عن هذا المحو، في حين أن تاوسرت ربما أعادت نقش اسم سيتي. نُقِلَتْ مومياء سيتي لاحقًا لمخبأ المومياء في مقبرة 35، ولم يبق إلا غطاء تابوته في مقبرة 15.
من المعروف أن مقبرة 15 قد فتُحت في العصور القديمة ، حيث يوجد 59 نموذجًا من الكتابة على الجدران باليونانية واللاتينية. فحص ريتشارد بوكوك المقبرة في وقت مبكر من عام 1738، ولكن لم يتم إخلاء المقبرة بشكل صحيح حتى وصول هوارد كارتر في 1903-1904. بعد أن بدأ كارتر عام 1922 التنقيب عن مقبرة توت عنخ آمون القريبة (مقبرة 62)، استخدم مساعداه ألفريد لوكاس وآرثر مايس مقبرة 15 كمعمل مؤقت لتنظيف وترميم القطع الأثرية من مقبرة توت عنخ آمون قبل نقلها إلى المتحف المصري.
المقبرة مفتوحة للزيارة، مع تحسينات في الأرضية والدرابزين والإضاءة.

## روابط خارجية
- مشروع رسم خرائط طيبة: KV15[وصلة مكسورة] - يتضمن وصفًا وصورًا ومخططات للمقبرة.